# بورسكويي
بورسكويي (بالروسية: Борское) هي مدينة في مقاطعة سمارا أوبلاست في روسيا.